# Alouette masquée
Spizocorys personata
Espèce
Statut de conservation UICN

 LC  : Préoccupation mineure
L'Alouette masquée (Spizocorys personata) est une espèce d'oiseaux. Comme toutes les alouettes elle appartient à la famille des Alaudidae. C'est un oiseau d'Afrique de l'Est présent de l'Éthiopie au Kenya.